# Flaminio Avet

Flaminio Avet in forza alla 70ª Squadriglia Caccia a bordo del suo Nieuport

Flaminio Avet (Bendejun, 3 agosto 1890 – Bendejun, 21 agosto 1928) è stato un ufficiale e aviatore italiano, pluridecorato con medaglia d'argento al valor militare. Asso dell'aviazione da caccia, è accreditato di 8 abbattimenti durante la prima guerra mondiale.

## Biografia
Flaminio Avet nasce da una famiglia nobile con padre il conte Enrico a Bendejun (in italiano Bendigiuno, toponimo ufficiale fino al 1860), un comune 18 km a nord di Nizza in Francia il 3 agosto 1890. Viene inviato a Roma a studiare giurisprudenza e vi si laurea. Allo scoppio della prima guerra mondiale si arruolò come ufficiale nell'arma di cavalleria del Regio Esercito, venendo assegnato al Reggimento "Lancieri di Firenze" (9º) .

## Prima guerra mondiale
All'inizio del Novecento, la cavalleria vive il periodo della "Belle Époque" attirando con il fascino della vita brillante nelle grandi capitali europee, ma perplessità sempre maggiori suscita l'impiego dei cavalli nelle guerre moderne e già nel 1913 viene nominato Ispettore dell'arma di cavalleria Vittorio Emanuele di Savoia-Aosta che ne riforma la dottrina, prevedendo l'impiego a piedi e avviando un piano di potenziamento dell'armamento includendo nuove tecnologie. La consistenza dell'organico raggiunge il suo massimo di 30 reggimenti nell'aprile del 1915, il che non consente di completare la riforma in tempo per il 24 maggio 1915, data di entrata in guerra dell'Italia nella prima guerra mondiale. Al termine del primo anno di conflitto si fece in tempo a introdurre alcune compagnie ciclisti e mitraglieri, ma non restò che appiedare la rimanente parte degli appartenenti all'arma. Molti cavalieri vennero fatti transitare in forza ad altri reggimenti schierati in trincea e Flaminio Avet venne assegnato all'artiglieria presso il 37º Reggimento e combatte sul Carso nell'agosto 1915 e il 25 novembre viene decorato con una medaglia d'argento al valor militare per il coraggio mostrato in combattimento.
Pochi mesi dopo, a inizio 1916, venne accettata la richiesta di essere trasferito all'aviazione con il Corpo Aeronautico ed effettuò il suo primo volo con un Blériot il 25 maggio di quell'anno. Ottenne il brevetto di pilota il 9 settembre 1916 e il successivo 15 novembre quello di pilota militare. Il 1º gennaio 1917 venne abilitato agli Aviatik e il 3 febbraio fu assegnato alla 73ª Squadriglia da ricognizione come pilota per aerei biposto SAML S.1. Volò la sua prima missione di guerra il 14 marzo 1917.
Dopo aver maturato esperienza di combattimento, venne inviato il 31 agosto 1917 alla scuola caccia di Malpensa per la conversione su velivolo Nieuport 17. Dopo la scuola, venne inviato alle esercitazioni di tiro presso San Giusto per poi ritornare a Malpensa per l'addestramento sui SIA 7. Il 1º novembre 1917, fu aggregato temporaneamente alla 82ª Squadriglia per due settimane. Fu durante la permanenza presso quel reparto che rivendicò il primo abbattimento di aereo nemico il 27 novembre in Val d'Arsa.
Fu trasferito alla 70ª Squadriglia Caccia con la quale avrebbe prestato servizio per il resto del conflitto con l'eccezione di un altro breve periodo come comandante della 82ª tra il giugno e il luglio 1918. Nell'ultima parte della guerra, tra maggio e ottobre 1918, rivendicò altri 11 abbattimenti tutti con la 70ª Squadriglia. Terminò la guerra con il grado di tenente ricevendo tre medaglie d'argento al valor militare.

## Elenco delle vittorie aeree
Le vittorie confermate sono numerate e elencate cronologicamente. Le non confermate sono riportate come NC.
| N. | Data/ora               | aereo        | Nemico               | Località             | Annotazioni                                                                |
| -- | ---------------------- | ------------ | -------------------- | -------------------- | -------------------------------------------------------------------------- |
| NC | 27 novembre 1917       | SAML         | aereo nemico         | Val d'Arsa           |                                                                            |
| 1  | 17 aprile 1918         |              | aereo biposto nemico | Valdobbiadene        | Vittoria condivisa con Alessandro Resch, Aldo Bocchese e Leopoldo Eleuteri |
| NC | 17 aprile 1918         |              | caccia nemico        | Valdobbiadene        | Vittoria condivisa con Alessandro Resch, Aldo Bocchese e Leopoldo Eleuteri |
| NC | 17 aprile 1918         |              | caccia nemico        | Valdobbiadene        | Vittoria condivisa con Alessandro Resch, Aldo Bocchese e Leopoldo Eleuteri |
| 2  | 25 aprile 1918         |              | caccia nemico        | Conegliano           | Vittoria condivisa                                                         |
| 3  | 25 aprile 1918         |              | caccia nemico        | Conegliano           | Vittoria condivisa                                                         |
| 4  | 3 maggio 1918          |              | caccia nemico        | Zenson di Piave      |                                                                            |
| 5  | 17 maggio 1918 - 09:58 | Hanriot HD.1 | biposto              | Maserada sul Piave   | Vittoria condivisa con Cosimo Rennella e Mario Fucini                      |
| 6  | 15 luglio 1918         |              | aereo nemico         | Montello (colle)     | Vittoria condivisa con Bocchese e Eleuteri                                 |
| 7  | Circa 4 ottobre 1918   | SPAD S.VII   | Albatros D.V         | Grave di Papadopoli  |                                                                            |
| 8  | 8 ottobre 1918         |              | Albatros D.III       | Santa Lucia di Piave | Vittoria condivisa con Eleuteri                                            |
| NC | 28 ottobre 1918        |              | aereo nemico         | Arcade               | Vittoria condivisa con Bocchese ed Eleuteri                                |

## Dopoguerra
Al termine della guerra, una commissione dei servizi segreti italiani, nota come commissione Bongiovanni, verificò gli abbattimenti rivendicati dai piloti italiani e pubblicò un elenco ufficiale il 1º febbraio 1919. Flaminio Avet rivendicava più di 12 vittorie aeree, ma nell'elenco ufficiale stilato dalla commissione è accreditato di 8 abbattimenti.
Avet tornò alla vita civile dopo la guerra. Ritornò a Nizza dove prese moglie ed ebbe una figlia, ma si ammalò e morì il 21 agosto 1928.